# Metaltella imitans
Metaltella imitans là một loài nhện trong họ Amphinectidae. Loài này phân bố ở Argentinië.